# تمارة (اسم)
تَمارة، اسم علم مؤنث عبري، ولفظه عندهم: TAMAR،
ومعناه: النخلة (شجرة النخيل)، والاسم له انتشار في العالم العربي، وبعضهم يكتبه بالألف (تمارا). والأصح كتابته بالتاء (تمارة).
والاسم سامي الجذر، وليس مخصصاً بلغة دون أخرى، لأنه من الجذر "تَمر"، وهو في اللغة العربية اليابس من ثمر النخل. ولفظت بأشكال عدة: تامار، تمارا. وقد ميل إلى استخدامه لخفته وموسيقيته.
استخدم في أوروبا: TAMARA، وأقبل على معنى الكلمة العبري، شجرة النخيل الشعراء، والرسامون.

وتمارة (بالفرنسية: Temara) مدينة مغربية تقع جنوب العاصمة الرباط.

## الشخصيات
- تمارة محمود، ممثلة عراقية.
- تمارا جاركوشينا، متسابقة دراجة روسية.
- تمارا دي ليمبيكا، رَسامة بولندية أمريكية.